# VR Bank Schwäbischer Wald
Die VR Bank Schwäbischer Wald eG ist eine deutsche Genossenschaftsbank mit Sitz in der baden-württembergischen Stadt Welzheim im Rems-Murr-Kreis. 

## Geschichte
Die heutige VR Bank Schwäbischer Wald eG entstand im Jahr 2022 aus der Fusion der Volksbank Welzheim eG mit Sitz in Welzheim mit der Raiffeisenbank Mutlangen eG mit dem Sitz in Mutlangen.
In der Mitte des 19. Jahrhunderts, als sich das Kleingewerbe und die Landwirtschaft in einer schwierigen wirtschaftlichen Lage befanden, erkannten in Welzheim fortschrittlich denkende Männer die Bedeutung von Spar- und Vorschussvereinen auf genossenschaftlicher Grundlage. Nach dem Vorbild von Hermann Schulze-Delitzsch aus Delitzsch und auf Anregung des Welzheimer Stadtpflegers Munz erschien im Boten vom Welzheimer Wald ein Aufruf zur Gründung einer Kreditgenossenschaft. Am 13. September 1868 versammelten sich daraufhin Bürger von Welzheim und Umgebung im Plapp’schen Garten und gründeten gemeinsam die Gewerbebank Welzheim. 
Die folgenden Jahre waren Zeiten einer stetigen wirtschaftlichen Aufwärtsbewegung, die Einlagen vermehrten sich und der Kreditbedarf wurde stets lebhafter. Für das Rechnungsjahr 1871/72 konnte eine Dividende von 6 % an die Mitglieder ausgeschüttet werden.
Nach den Prinzipien Selbsthilfe, Selbstverantwortung und Selbstverwaltung von Friedrich Wilhelm Raiffeisen wurde der Darlehenskassenverein Mutlangen am 4. März 1894 gegründet.
Im Jahr 1997 erfolgte die Fusion der Volksbank Welzheim eG mit der Raiffeisenbank Alfdorf-Pfahlbronn eG mit Sitz in Alfdorf. Diese entstand im Jahr 1980 aus der Fusion der Genossenschaftsbank Alfdorf eG mit der Raiffeisenbank Pfahlbronn eG mit dem Sitz in Pfahlbronn.
Im Jahr 2015 folgte die Fusion Volksbank Welzheim eG mit der Raiffeisenbank Weissacher Tal eG mit Sitz in Allmersbach im Tal und im Jahre 2021 die Fusion mit der Raiffeisenbank Vordersteinenberg eG mit dem Sitz in Vordersteinenberg.
Die Raiffeisenbank Mutlangen eG mit dem Sitz in Mutlangen fusionierte zuvor 2002 mit der Eschacher Bank eG mit dem Sitz in Eschach und der Gschwender-Frickenhofener Bank eG mit dem Sitz in Gschwend und im Jahr 2001 mit der Raiffeisenbank Durlangen eG mit dem Sitz in Durlangen.
Die Genossenschaftsbank Mutlangen eGmbH fusionierte im Jahr 1970 mit der Raiffeisenbank Spraitbach eGmbH mit dem Sitz in Spraitbach zur Raiffeisenbank Mutlangen mit Geschäftsstelle Spraitbach eGmbH und im Jahr 1989 fusionierte dann die Raiffeisenbank Mutlangen mit Geschäftsstelle Spraitbach eG mit der Raiffeisenbank Großdeinbach eG mit dem Sitz in Großdeinbach zur Raiffeisenbank Mutlangen eG.
Im Jahr 1996 fusionierte die Raiffeisenbank Ruppertshofen-Täferrot eG mit dem Sitz in Ruppertshofen mit der Raiffeisenbank Mutlangen eG. Die Raiffeisenbank Ruppertshofen eG fusionierte zuvor im Jahr 1982 mit der Raiffeisenbank Täferrot eG mit dem Sitz in Täferrot zur Raiffeisenbank Ruppertshofen-Täferrot eG.
Die Gschwender-Frickenhofener Bank eG entstand im Jahr 1997 durch die Fusion der Raiffeisenbank Frickenhofen eG mit dem Sitz in Frickenhofen mit der Gschwender Bank -Raiffeisen- eG mit Sitz in Gschwend. Im Jahr 1967 fusionierte die damalige Genossenschaftsbank Gschwend eGmbH mit der Spar- und Darlehnskasse Altersberg eGmbH mit dem Sitz in Altersberg.
Die Raiffeisenbank Allmersbach im Tal eGmbH mit dem Sitz in Allmersbach im Tal fusionierte im Jahr 1972 mit der Spar- und Darlehnskasse Heutensbach eGmbH mit dem Sitz in Heutensbach und der Raiffeisenbank Cottenweiler eGmbH mit dem Sitz in Cottenweiler zur Raiffeisenbank Weissacher Tal eGmbH.

## Rechtsverhältnisse
Die VR Bank Schwäbischer Wald eG ist im Genossenschaftsregister beim Amtsgericht Stuttgart unter GnR 280002 eingetragen.

## Organisationsstruktur
Rechtsgrundlagen sind das Genossenschaftsgesetz und die durch die Generalversammlung beschlossene Satzung. Organe der Bank sind der Vorstand, der Aufsichtsrat und die Generalversammlung.

## Sicherungseinrichtung
Die VR Bank Schwäbischer Wald eG ist der amtlich anerkannten Sicherungseinrichtung des Bundesverbandes der Deutschen Volksbanken und Raiffeisenbanken GmbH und der zusätzlichen freiwilligen Sicherungseinrichtung des Bundesverbandes der Deutschen Volksbanken und Raiffeisenbanken e.V. angeschlossen.

## Geschäftsausrichtung
Die VR Bank Schwäbischer Wald eG betreibt das Universalbankgeschäft. Im Verbundgeschäft arbeitet sie mit der DZ Bank, R+V Versicherung, Bausparkasse Schwäbisch Hall, Teambank, VR Smart Finanz, DZ Hyp, Süddeutsche Krankenversicherung und der Union Investment zusammen.

## Geschäftsgebiet
Das Geschäftsgebiet liegt im Osten des Rems-Murr-Kreises sowie im Westen des Ostalbkreises.
An diesen Orten betreibt die Bank Filialen:
- Welzheim (Hauptstelle, jur. Sitz)
- Pfahlbronn (Geschäftsstelle)
- Alfdorf (Geschäftsstelle)
- Unterweissach (Geschäftsstelle)
- Allmersbach im Tal (Geschäftsstelle)
- Vordersteinenberg (Geschäftsstelle)
- Mutlangen (Geschäftsstelle)
- Spraitbach (Geschäftsstelle)
- Großdeinbach (Geschäftsstelle)
- Ruppertshofen (SB-Geschäftsstelle)
- Durlangen (Geschäftsstelle)
- Gschwend (Geschäftsstelle)
- Frickenhofen (SB-Geschäftsstelle)
- Eschach (Geschäftsstelle)